# Campo San Basegio
Campo San Basegio és una plaça de Venècia, situada al districte de Dorsoduro, en una zona entre l'extrem occidental de la Fondamenta delle Zattere i el Campo San Sebastian.

## Arquitectures

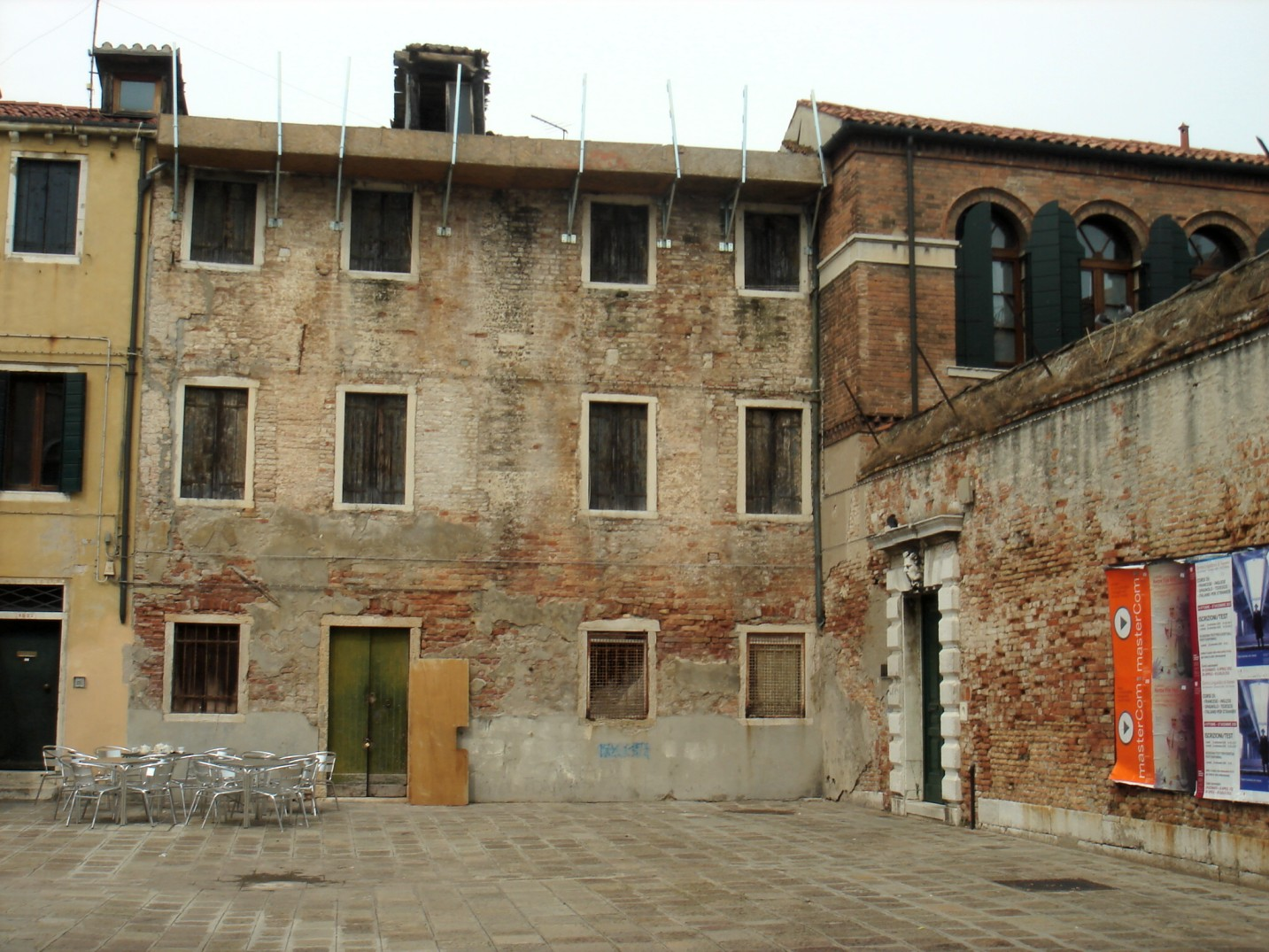
Cantonada nord-est del Campo San Basegio

El campo deu el seu nom al fet que aquí s'alçava l'església de San Basegio, enderrocada el 1824.
Al costat sud, des d'on la plaça es connecta amb les Zattere a través del carrer del Vento, s'alça el gran Palau Molin a San Basegio, amb la seva façana posterior del segle XVI, caracteritzada per quatre finestres trífores.
A l'oest, el campo està tancat per un mur baix que domina el canal de San Sebastiano i domina l'Estació Marítima.
Al costat nord, on comença la fundació de San Basegio, que porta cap a San Sebastiano, hi ha uns edificis antics de tres plantes.
Finalment, el costat oriental està ocupat per un alt mur amb un portal amb marc rústic i una màscara, que tanca un pati.